# Rosalie van Breemen
Rosalie van Breemen est une mannequin, présentatrice de télévision et journaliste néerlandaise, née le 2 août 1966 à Utrecht aux Pays-Bas. Elle est notamment connue pour sa relation avec Alain Delon, puis son mariage avec l'homme d'affaires Alain Afflelou.

## Vie privée
En 1987, Rosalie van Breemen, qui a quitté les Pays-Bas pour devenir mannequin à Paris, est engagée pour figurer dans le vidéo-clip de la chanson d'Alain Delon « Comme au cinéma ». Ils ont une liaison. Bien qu'ils aient 31 ans de différence d'âge, elle abandonne pour lui le mannequinat. Ils ont deux enfants : Anouchka (1990) et Alain-Fabien (1994). Ils se séparent en 2001.
Un an plus tard, en décembre 2002, elle se remarie, avec Alain Afflelou. Après en avoir divorcé en 2008, elle écrit un livre, Pour le meilleur et pour l'avenir, dont le message principal est que le divorce n'est pas si terrible, et comment le surmonter et être sûre d'avoir ce qu'on « mérite » du point de vue financier.
Elle se remarie en 2010, avec l'homme d'affaires américain Robert Agostinelli, dont elle divorce en 2013.